# The King of Fighters '94
The King of Fighters '94 ("il re dei lottatori"), conosciuto anche come KOF 94, è un videogioco prodotto nel 1994 dalla società giapponese SNK, primo della serie The King of Fighters.
Al momento della sua uscita ha portato una novità al genere dei picchiaduro con l'introduzione di un sistema di combattimenti fra squadre di 3 combattenti associati tra loro, per sconfiggere gli altri sfidanti, chiamato team battle system.
Inoltre è tra i primi picchiaduro che mantiene una certa trama, segue un ordine casuale di selezione dei combattimenti, mostra delle sequenze animate, che fanno da supporto all'evoluzione della storia dopo dei combattimenti, e alla fine del gioco ogni team ha una sua storia personale che viene rivelata e che fa capire perché i team si sono uniti.
Un altro fattore è la caratterizzazione grafica del gioco sia per gli sfondi che per i personaggi.
Ogni personaggio ha uno stile grafico e di movimenti unico che gli conferisce caratteri univoci e distintivi, e
uno stile di combattimento pressoché unico per ogni personaggio con mosse e reazioni personali.

## Personaggi
Si utilizzano personaggi di videogiochi "storici" per la società SNK, come Ikari Warriors (da cui vengono "estratti" Ralf e Clark, più noti in Europa come Paul e Vince), ma anche Psycho Soldier (da cui vengono presi Athena Asamia e Sie Kensou), e personaggi di successo tratti da videogiochi come Art of Fighting e Fatal Fury, e ne vengono creati alcuni "nuovi" per completare i nuovi Team.
Ci sono 24 personaggi in 8 team di 3 combattenti ciascuna, provenienti da 8 nazioni diverse. Si sfidano per il mondo per trovare il nuovo re dei combattenti, accogliendo la sfida del misterioso organizzatore del torneo di quest'anno, Rugal Bernstein.
- Italia (Fatal Fury Team ) con Terry Bogard, Andy Bogard e Joe Higashi
- Cina (Psyco Soldiers Team) con Athena Asamiya, Sie Kensou e Chin Gensai
- Giappone (Hero Team) con Kyo Kusanagi, Benimaru Nikaido e Goro Daimon
- Stati Uniti (Sport Team) con Heavy D!, Lucky Glauber e Brian Battler
- Corea del Sud (Kim Team) con Kim Kaphwan, Choi Bounge e Chang Koehan
- Brasile (Ikari Warriors) con Heidern, Ralf Jones e Clark Steel
- Regno Unito (The Female Team) con Yuri Sakazaki, Mai Shiranui e King
- Messico (The Art Of Fighting Team) con Ryo Sakazaki, Robert Garcia e Takuma Sakazaki.

I piani della SNK includevano anche la creazione di due team ispirati al picchiaduro sviluppato in quegli anni dalla consociata ADK World Heroes, ma questi piani furono scartati come pure fu scartata la possibilità di introdurre personaggi di Samurai Shodown, perché ambientato in un'epoca troppo precedente a KOF:
- Russia (World Heroes Team 1) con Hanzou Hattori, Ryoko Izumo e Rasputin.
- Francia (World Heroes Team 2) con Kotaro Fuuma, Janne Dulk e Mudman.

I team di gioco sono quelli delle nazioni dove SNK aveva all'epoca i migliori riscontri commerciali, anche perché alcuni dei nomi dei personaggi non sempre sono nomi tipici di quelle nazioni, e gli sfondi dei round sono veramente ispirati (in molti casi) a luoghi
veramente esistenti.
Il nome originario di Kyo Kusanagi durante la realizzazione era Sho Kirishima, ma venne cambiato poco prima della sua prima comparsa dagli sviluppatori del gioco. L'identificativo Sho Kirishima fu dunque recuperato dalla Visco per nominare uno dei due lottatori protagonisti di Breakers.
Benimaru Nikaido è ispirato ad un personaggio chiamato Jean-Pierre Polnaref tratto da un manga giapponese intitolato Le bizzarre avventure di JoJo. Inoltre alcune delle sue mosse di combattimento come lo shinkuu katategoma sono uguali, anche nel nome, a quelle del famoso personaggio dei cartoni animati di Hurricane Polimar.
Il combattimento finale avviene contro Rugal, un noto delinquente, che ha utilizzato il torneo per attirare combattenti nella sua base e trasformarli in statue.

## Curiosità
Nella sequenza introduttiva prima del primo scontro con Rugal Bernstein compare tra le statue dei combattenti sconfitti quella di Guile di Street Fighter 2 mentre esegue la sua famosa mossa Sonic Boom. Nel videogioco Capcom vs. SNK: Millennium Fight 2000 alcuni anni dopo (nel 2000) si vedrà di nuovo combattere i due e Guile (se riuscite a fargli sconfiggere Rugal) si riprenderà la statua e la distruggerà.